# Bandello Bandelli
Bandello Bandelli (* um 1350 in Lucca; † 25. Dezember 1415 in Konstanz) war ein Kardinal der Römischen Kirche.

## Leben
Bandelli erlangte 1388 einen Doktorgrad als Doctor iuris utriusque. Danach war er Kollektor des Papstes in der Toskana und im Herzogtum Spoleto. Am 15. Juli 1387 wurde er Bischof von Città di Castello, am 16. September desselben Jahres nahm er vom Bistum Besitz. Ab dem 2. Juni 1388 wirkte er als Nuntius in Deutschland und Böhmen, ab dem 14. März 1407 war er Bischof von Rimini.
Papst Gregor XII. erhob Bandelli im Konsistorium vom 19. September 1408 zum Kardinal und ernannte ihn zugleich zum Kardinalpriester der Titelkirche Santa Balbina. Bis zu seinem Tod blieb er Administrator des Bistums Rimini. Papst Gregor XII. ernannte ihn zum Legaten für das Gebiet der Republik Venedig sowie die Romagna. Am 6. Januar 1413 begrüßte er Gregor XII. in der Kathedrale von Rimini, als dieser bei Carlo Malatesta, dem mit dem Papst befreundeten Herrscher der Stadt, Zuflucht suchte.
Bandello Bandelli nahm am Konzil von Konstanz teil und starb in Konstanz während des Konzils.